# Кроуфорд, Джон (актёр)
Джон Кроуфорд (англ. John Crawford; 13 сентября 1920 — 21 сентября 2010) — американский актёр. 
Учился в Школе драмы Вашингтонского университета. Начал сниматься в кино с 1940 года и появлялся в эпизодических ролях на протяжении многих лет. Затем снялся в нескольких фильмах в Великобритании в конце 1950-х и начале 1960-х. Когда он вернулся в США, играл второстепенные роли в нескольких фильмах, много снимался для телевидения.
Кроуфорд умер в возрасте 90 лет от инсульта.

## Избранная фильмография
| Год  |   | Русское название         | Оригинальное название        | Роль                          |
| ---- | - | ------------------------ | ---------------------------- | ----------------------------- |
| 1952 | ф | Зомби из стратосферы     | Zombies of the Stratosphere  | Рот                           |
| 1953 | ф | Сильная жара             | The Big Heat                 | Эл                            |
| 1959 | ф | Джон Пол Джонс           | John Paul Jones              | Джордж Вашингтон              |
| 1959 | ф | Соломон и царица Савская | Solomon And Sheba            | Иоав                          |
| 1960 | ф | Исход                    | Exodus                       | капитан Хэнк Шлосберг         |
| 1960 | ф | Ад — это город           | Hell Is a City               | Дон Старлинг                  |
| 1962 | ф | Триста спартанцев        | The 300 Spartans             | Агафон, спартанский разведчик |
| 1963 | ф | Победители               | The Victors                  | американский капитан          |
| 1963 | ф | Капитан Синдбад          | Captain Sindbad              | Арам                          |
| 1964 | ф | Американизация Эмили     | The Americanization of Emily | офицер Пол Адамс              |
| 1972 | ф | Приключение «Посейдона»  | The Poseidon Adventure       | старший механик               |
| 1974 | ф | Ад в поднебесье          | The Towering Inferno         | Каллахан                      |
| 1975 | ф | Ночные ходы              | Night Moves                  | Том Айверсон                  |